# プラット・アンド・ホイットニー PW1120

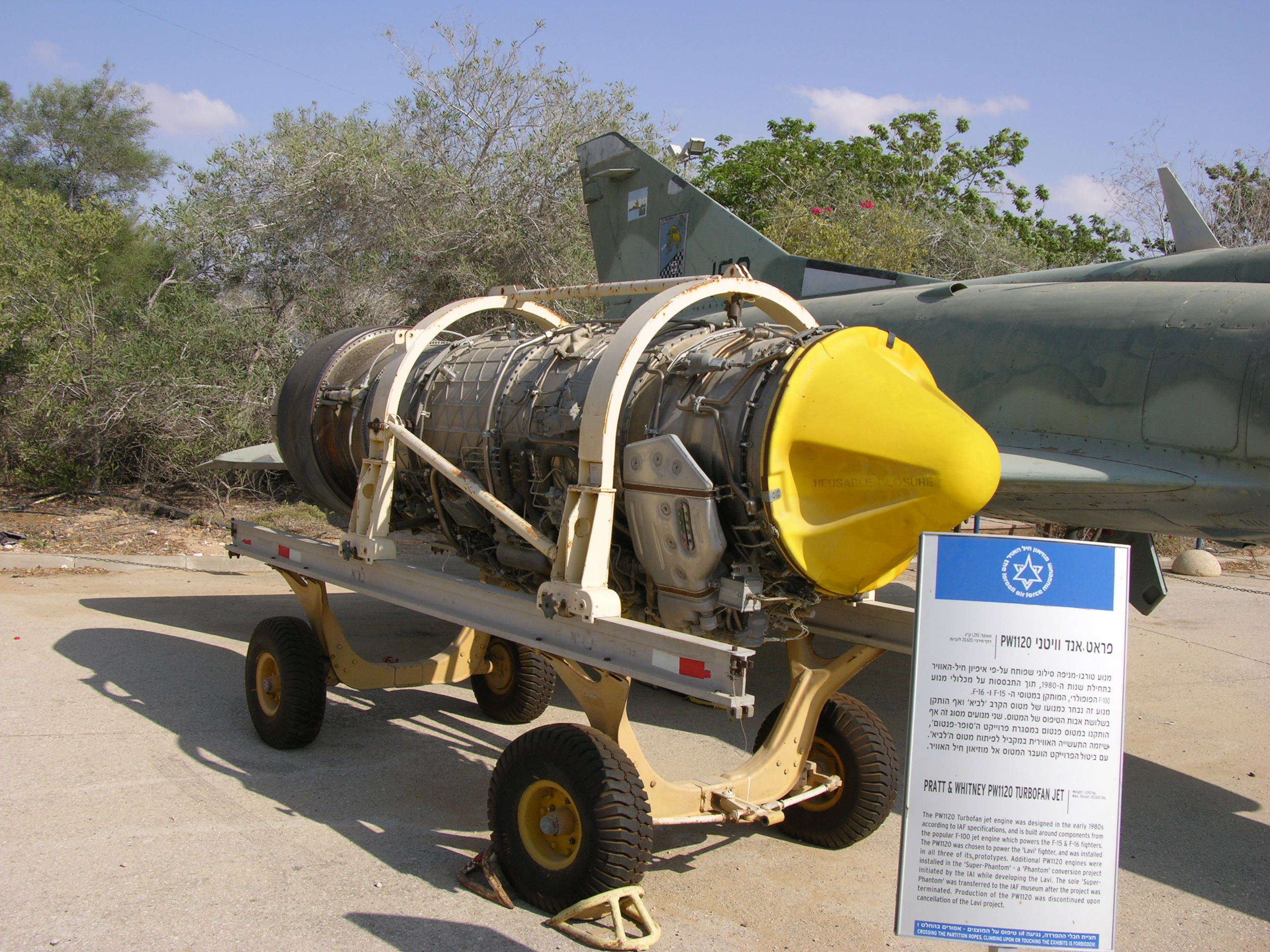
プラットアンドホイットニー PW1120

PW1120はF100ターボファンエンジンの派生型である。 改良された単座式のF-4Eと未完成に終わったIAI ラビの動力として搭載された。イスラエルのBet-Shemesh Engines Limitedによってライセンス生産される予定だったが両機とも未完成に終わり実現しなかった。

## 開発
PW1120はF100のコアモジュール、ギアボックス、燃料ポンプ、前方ダクト、少々の改良を加えたF100のデジタル電子制御装置を流用して開発され、PW1120特有の構成要素は幅広の低圧 (LP) 圧縮機、単段非冷却低圧 (LP) タービン、簡略化された単一流増加装置と軽量コンバージェント/ダイバージェントノズルであった。そのため部品の70%がF100に類似または共通していたためイスラエル航空宇宙軍は予備部品のために専用の施設を必要としなかった。

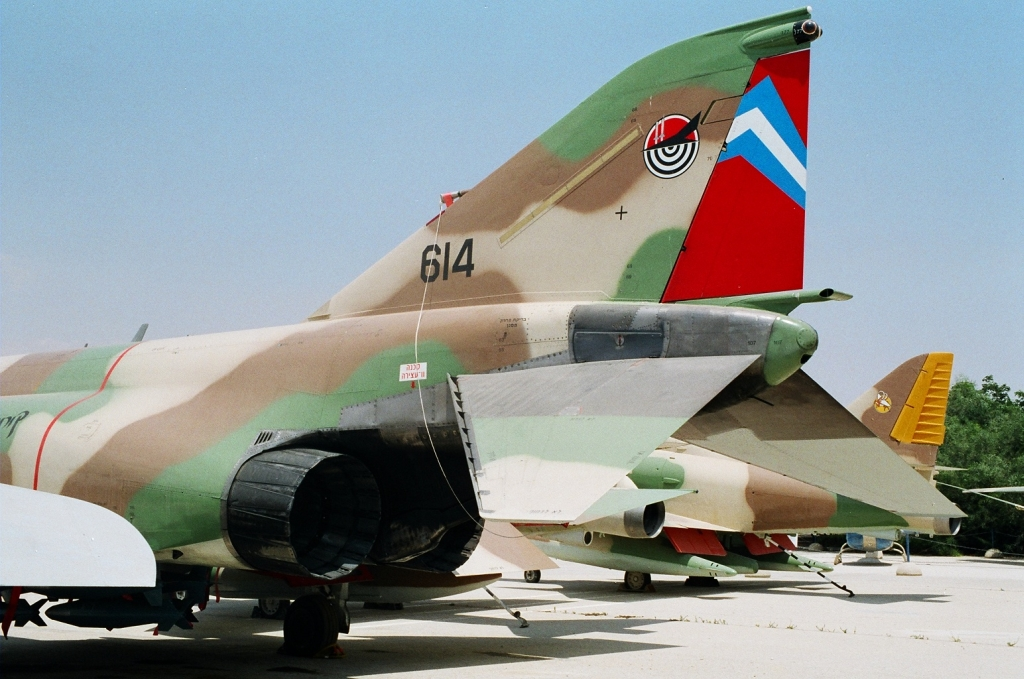
PW1120を搭載したF-4E

イスラエル航空宇宙軍仕様のPW1120の開発は1980年6月に開始された。実機試験は1982年6月に実施され、飛行試験は1984年8月に完了した。IAIはクルナス 2000（"Heavy Hammer"）またはスーパーファントムとして知られるF-4Eの改修計画とラビのエンジン試験機として機体/動力の組み合わせを調査する目的で1基のPW1120をイスラエル航空宇宙軍所属のF-4E-32-MC（番号 334/66-0327）の右側のナセルに設置した。動力はF-4Eに搭載されたゼネラル・エレクトリック社のJ79-GE-17ターボジェットエンジンより強力で燃料消費率が優れていた。構造の変更は吸気ダクトの改良、新しい動力の設置箇所、新しい又は改良された動力の点検扉、新しい統合駆動発電機を備えた機体装着ギアボックスと自動出力調整装置が含まれる。同様に改良された抽気管理と空調ダクト装置、燃料と油圧装置、動力制御/機体インターフェースが含まれる。改良したF-4Eは1986年7月に初飛行した。この結果を受け、1986年12月31日には、ラビの最初のプロトタイプが初飛行した。
その後、スーパーファントム計画の一環で2基のPW1120エンジンが同じF-4Eに搭載され、1987年4月24日に初飛行した。クルナス 2000はアフターバーナーを使用せずにマッハ1を超え戦闘推力重量比は1.04（F-4Eよりも17%上回る）で大成功だった。旋回率は15%強化され上昇率は36%、中段階加速は27%、18個の爆弾を備えた低段階速度は1,046 km/h から1,120 km/h（654 - 700 mph または565 ktsから605 kts）に向上した。1987年にパリ航空ショーで実演された。
しかし、主な搭載機であるラビが1987年8月にキャンセルされ、F-4Eのエンジン換装も出力増加に伴う発熱の機体への影響の技術的解決の失敗と予算面の都合によりキャンセルされた。1988年にはナメルのエンジンとして候補に挙がったがこちらも受注が得られず計画のみに終わっている。

## 搭載機
- IAI ラビ
- IAI ナメル
- F-4 クルナス 2000 試験機

## 仕様 (PW1120)
一般的特性
- 形式: アフターバーナー装備ターボファン
- 全長: 13.5 ft (4,110 mm)
- 直径: 3.35 ft(1,021 mm)
- 乾燥重量: 2,848 lb (1,292 kg)

構成要素
- 圧縮機: 低圧3段（ファン兼用）と高圧10段の軸流式圧縮機
  - バイパス比: 0.36:1
- タービン: 低圧2段と高圧2段

性能
- 推力: 

  - 13,530 lbf (61.18 kN / 6,137 kgf) 戦闘推力
  - 20,585 lbf (91.56 kN / 9,337 kgf) アフターバーナー使用時
- 燃料消費率: 

  - Military thrust: 22.7 mg/(N·s)
  - Full afterburner: 52.65 mg/(N·s)
- 推力重量比: 7.23:1